# Il était une fois en Amérique
Cet article possède des paronymes, voir Il était une fois et C'era una volta.
Série Trilogie du temps
Il était une fois la révolution
(1971)
Pour plus de détails, voir Fiche technique et Distribution.
Il était une fois en Amérique (anglais : Once Upon a Time in America ; italien : C'era una volta in America) est un film italo-américain sorti en 1984 réalisé par Sergio Leone dont c'est le dernier film. Le film est adapté du roman À main armée (The Hoods, 1952) de Harry Grey. Les acteurs principaux sont Robert De Niro, James Woods et Elizabeth McGovern.
Le film raconte, de 1922 à 1968, quarante-six ans des vicissitudes dramatiques du mafieux David Aaronson dit « Noodles » et de ses amis, du miséreux ghetto juif de leur enfance vers les plus hautes sphères du crime organisé de New York.
Il était une fois en Amérique (envisagé au départ sous le titre Il était une fois l'Amérique) est le troisième et dernier volet de la Trilogie du temps portant sur plusieurs périodes-clés de l'histoire américaine. Le premier opus, Il était une fois dans l'Ouest, se situe à l'époque de la conquête de l'Ouest. Le deuxième, Il était une fois la révolution, se déroule en pleine révolution mexicaine et enfin Il était une fois en Amérique revient sur la période de la prohibition et l'avènement de la mafia américaine. Le film explore les thèmes de l'amitié d'enfance, l'amour, la luxure, l'avarice, la trahison et les relations brisées.
Il s'agit de l'œuvre testamentaire de Sergio Leone, qui meurt cinq ans après la sortie de ce film. L'année de sa mort, il se consacrait à un projet portant sur le siège de Léningrad.

## Synopsis

### Intrigue
L'intrigue du film ne suit pas un ordre chronologique linéaire, mais alterne au niveau de la diégèse entre trois phases de la vie du personnage principal, David Aaronson, dit Noodles : son adolescence en 1922 où il côtoie le milieu des petits voyous du Lower East Side, quartier juif de New York, qu'il habite avec sa famille, à l'âge adulte en 1933 et sa vieillesse en 1968.

### 1933: traque et fuite de New York
À la fin du générique muet se fait entendre le refrain God Bless America introduisant ainsi la première séquence.
A New York, en 1933, quatre tueurs de la mafia américaine sont à la recherche de David Aaronson, dit "Noodles", un gangster lié à la prohibition. Sa fiancée, Eve, dit ne pas savoir où il se trouve, et est tuée par un des gangsters, pendant qu'un autre reste sur place pour guetter le retour de leur cible. "Fat Moe" Gelly, le propriétaire du bar que fréquente Noodles, est ensuite torturé, et finit par indiquer où il se trouve : essayant d'oublier la mort de ses trois amis, Patrick Goldberg (dit Patsy, « Pigeon »), Philippe Stein (dit Cockeye, « qui louche ») et Maximilian Bercovicz (dit Max), Noodles se trouve dans une fumerie d'opium, à l'arrière d'un théâtre chinois. Un premier flashback montre un camion brûlé, des bouteilles de whisky cassées à terre et les cadavres des trois gangsters identifiés et emmenés par la police, le corps de Max étant complètement carbonisé. Noodles, bouleversé, observe la scène à distance parmi la foule. Un autre flashback montre Max voyant, le soir de la fin de la prohibition, Noodles se rendre seul dans un bureau duquel il appelle la police.
De retour dans la fumerie, Noodles doit cependant prendre la fuite de toute urgence : deux des quatre hommes à sa poursuite font irruption dans le théâtre chinois et inspectent les lieux. Prévenu par les tenanciers, il arrive à se réveiller et à s'échapper par une sortie dérobée. Il se rend au bar de Moe et sauve ce dernier en tuant le troisième bandit, assassin d'Ève. Il récupère ensuite une clé cachée dans un placard, et Moe l'avertit alors que les gangsters sont déjà passés chez lui, laissant entendre le sort funeste réservé à sa compagne.
Ses amis et Ève étant mort, et étant lui-même poursuivis par les tueurs à gages, Noodles se rend à la planque renfermant le fonds commun de son ancienne bande, située dans une consigne de gare. Lorsqu'il ouvre la valise, il découvre que de vieux journaux ont été substitués aux billets de banque. Seul et sans le sou, Noodles quitte précipitamment New York par le premier autocar en partance, à destination de Buffalo, pour un exil qui ne prendra fin que des décennies plus tard.

### 1968: retour à New York
35 ans ont passé, Noodles est de retour à New York sous le faux nom de Robert Williams et se retrouve dans la même gare qu'il avait fui des années auparavant. Le vieil homme rend visite à son ami Fat Moe qui dirige toujours le même bar et qui vit de manière modeste. Manifestement, ce n'est pas lui qui a dérobé le million de dollars de la bande. Tous les deux discutent d'une étrange lettre reçue par Noodles, écrite par un inconnu. Dans cette dernière, le rabbin de la synagogue du quartier explique que les corps de ses trois amis doivent être déplacés dans un autre cimetière et l'invite à venir à New York pour discuter des modalités. Fat Moe écoute Noodles qui lui explique que lorsqu'il en a parlé au rabbin, il a découvert qu'en fait, la question du cimetière avait déjà été réglée depuis longtemps, la dernière lettre d'avertissement ayant été envoyée huit mois plus tôt. Fat Moe confirme qu'il a reçu une lettre similaire à la même période. Noodles apprend par le rabbin que les corps de ses amis ont été transférés dans un caveau du cimetière le plus luxueux de la ville (cimetière de Riverdale) par un bienfaiteur inconnu. En arrivant dans le quartier, il constate que des travaux de terrassement sont effectivement en cours sur le site de l'ancien cimetière et que les tombes ont été déplacées.
Tout cela ne peut avoir qu'une seule signification : Noodles, qui a voulu disparaître sans laisser de trace durant des décennies, se rend compte que, malgré sa fausse identité, quelqu'un veut lui faire comprendre qu'il a toujours su où il se cachait. Par conséquent, Noodles estime qu'il n'y a plus lieu de se cacher et décide de faire face aux fantômes du passé. En observant une photo encadrée de Deborah, la sœur de Fat Moe, devenue une actrice renommée, Noodles ironise sur la destinée de chacun. Fat Moe part se coucher, laissant ainsi Noodles errer dans le restaurant. Les souvenirs resurgissent. Dans les toilettes du bar, il déplace une latte du lambris mural, révélant une fente qui donne vue sur l'arrière-salle qui sert de débarras. Il se positionne pour placer son regard à travers cette fente et plonge ainsi dans ses souvenirs, 46 ans en arrière.

### 1922: l'enfance, formation de la bande
Noodles se remémore son adolescence quand il épiait à travers cette fente la belle Deborah, la sœur de Fat Moe qui en tenue de danseuse s'exerçait aux entrechats dans l'arrière-salle du bar, sur fond sonore d'Amapola joué sur un gramophone. Deborah ambitionne de devenir une grande vedette. Noodles connaît lui ses premiers émois et est résolu à ce que Deborah soit le grand amour de sa vie. Deborah n'est pas dupe qu'elle est épiée par Noodles durant ses exercices et ironise sur la présence de gros cafards dans la remise.
Enfants, David et ses amis ne fréquentent pas l'école. Ensemble, ils réalisent des petits boulots pour Bugsy, le voyou qui a implanté ses petits trafics dans le quartier juif de New York. Ces boulots se résument à terroriser les « mauvais payeurs », à savoir les victimes du racket qui refusent de payer et leur rapportent de maigres rétributions. Alors qu'ils se rendent à l'endroit habituel pour récupérer leur salaire, un bar, les enfants, menés par Noodles, tentent un coup audacieux : ils renoncent au salaire en échange du droit de faire les poches d'un client. Au moment où ceux-ci s'apprêtent à commettre leur larcin, Dominic aperçoit le policier chargé de la surveillance du quartier, le corrompu « Face-de-pet » qu'ils connaissent déjà plus que de raison. Le plan semble à l'eau, mais Noodles n'en démord pas et attend le passage d'une charrette pour tenter de subtiliser la montre en argent du client éméché. Mais au moment où ce dernier s'apprête à mettre son manteau sur la tête du pauvre homme, un gamin saute de l'avant de la charrette et embarque la victime en l'installant subrepticement à l'arrière de celle-ci, la soustrayant ainsi au nez et à la barbe de ses agresseurs.
Le temps passe. On en apprend plus sur Noodles, sa pauvreté, ses soucis familiaux... Lors d'une promenade dans le quartier, il aperçoit le jeune homme qui lui a « volé » sa victime. Il profite du fait que celui-ci soit lourdement chargé à cause du déménagement qu'il est en train de faire avec sa mère, pour récupérer son butin, mais Face-de-pet surgit et la confisque ipso-facto. Le jeune homme inconnu, portant à ce moment-là un lustre, commence à ne plus tenir. David l'aide. C'est la naissance d'une grande amitié, celle de David Aaronson et Maximilian Bercovicz. Noodles décide avec lui et leurs amis Patsy, Cockeye et Dominic de créer leur propre gang pour lequel ils « ne veulent pas de maîtres ».
La bande, qui compte désormais un membre de plus, voit grand et rêve de mettre Bugsy au chômage en lui prenant sa place. C'est pourquoi, au moment de faire chanter le policier grâce à une photo compromettante prise lors d'une relation sexuelle avec une mineure, en plus de reprendre « leur » bien, Max et David exigent de l'homme de loi qu'il ferme les yeux, comme pour Bugsy, sur leurs activités illicites. Le policier est contraint d'accepter, mais il se moque de leur audace en les mettant en garde contre la réaction de Bugsy. Il voit juste, puisque, quelques jours après, Max et Noodles sont passés à tabac pendant la fête de la Pâque juive de Pessa'h, en plein milieu de la rue, déserte pour l'occasion par Bugsy et sa bande. Ce dernier leur subtilise « sa part » et il leur intime de ne plus l'« oublier » tant qu'ils souhaitent exercer leurs talents sur « son » territoire. Cet événement va marquer profondément la bande qui prend alors de l'ampleur. En effet, Noodles, fin d'esprit, a mis au point un système ingénieux et peu coûteux pour récupérer les cargaisons d'alcool jetées à la mer pour éviter de se faire prendre lors des contrôles policiers. Ils se rendent donc chez un certain Al Capuano, gangster influent à New York, afin de lui proposer leurs services. D'abord raillés, ils sont engagés après démonstration de leur stratagème, ce qui va avoir pour conséquence de mettre Bugsy en fureur.
Après que la petite bande a mis à l'abri ce premier magot dans un casier de la consigne de la gare, faisant serment de ne pouvoir y toucher que si tous ses membres sont réunis, Noodles et ses complices sont attaqués par Bugsy, armé d'un revolver au pied du pont de Manhattan. Dominic, le plus jeune de la bande et qui marchait en tête, aperçoit le danger, donne l'alerte au reste de la bande mais n'a pas le temps de fuir. Il est abattu d'une balle tirée dans le dos. Noodles file à son secours, mais il est trop tard. Le jeune enfant expire dans ses bras en soufflant « Noodles... J'ai dérapé..». Les mains couvertes de sang, David, de rage, tue le malfaiteur à coups de couteau. Alertés par les tirs et les cris, deux policiers arrivent alors précipitamment et tentent d'appréhender Noodles, pensant que c'est lui l'agresseur. Pas encore calmé de sa fureur, Noodles poignarde l'un des deux policiers tandis que l'autre policier parvient à arrêter le jeune homme. Noodles est condamné à douze ans de réclusion. Juste avant qu'il ne rentre dans la prison où il va longuement séjourner, le reste de la bande le salue fraternellement. Pour Noodles, en entrant dans le pénitencier à la dure réputation, c'est la fin de l'enfance, il en ressortira aguerri et adulte.

### 1968: visite au caveau de ses trois amis et découverte stupéfiante
Les corps de Max, Philip, et Patrick ont été déplacés dans une somptueuse chapelle du luxueux cimetière de Riverdale. Sur place, Noodles découvre une plaque indiquant qu'il est lui-même le bâtisseur de ce lieu funéraire. Sur cette plaque il trouve une clef de consigne de gare. Il se rend à l'ancienne planque à billets. La clef ouvre le casier qu'ils utilisaient pour cacher leur butin commun. Là, il trouve une valise remplie d'un million de dollars en billets. Sur une des liasses, il lit l'inscription « une avance sur ton prochain contrat ».

### 1933: l'âge adulte, sortie de prison et Bercovicz & associés
À sa sortie de prison en 1933. Noodles, à peine dehors, est accueilli par Max. Ils échangent quelques mots, et ce dernier lui apprend que leur bande, dont il fait toujours partie, existe toujours et s'est transformée en une entreprise de pompes funèbres, Bercovicz & associés, couverture idéale pour leurs activités clandestines. Max lui met à disposition une prostituée à l'arrière de son corbillard pour fêter son retour. Max l'emmène dans une boîte de nuit illégale (un speakeasy) que la bande possède près du restaurant de Fat Moe ; Noodles y retrouve ses amis d'enfance, Patrick, Philip, Peggy et Moe ainsi que son amour de toujours, Deborah, sœur de Moe.
Ensemble, Patrick, Max et Philip commettent des casses, des assassinats, des transports de cargaisons d'alcool, et bien d'autres affaires, pour le compte de Frankie Minolti, un parrain de la mafia très puissant. Celui-ci leur présente, en présence de Noodles, son associé Joe, qui a été informé par une vendeuse de bijouterie dénommée Carol d'un transfert de diamants. Pendant le casse par le gang dans la bijouterie à Detroit, Noodles viole Carol malgré l'ordre de Joe de ne pas la toucher. Quelques instants après le braquage réussi, Patsy tue Joe d'une balle en plein œil, les trois compères de Noodles ayant en fait reçu l'ordre de le tuer de Frankie Minolti en personne. La réaction de Noodles sera d'envoyer la voiture utilisée lors du forfait dans un lac avec tous ses occupants, en guise de protestation d'être ainsi mis devant le fait accompli de devoir obéir à un parrain, en complet désaveu du serment prêté au départ de leur alliance.

### 1968: agression contre le sénateur Bailey
Noodles est dans le bar de Fat Moe, alors que la télévision annonce aux informations qu'une attaque à la voiture piégée a eu lieu contre le sénateur Bailey et que ce dernier y a miraculeusement échappé. Cet attentat s'imbrique dans une affaire de corruption dans laquelle deux témoins ont déjà été assassinés. Lors du reportage télévisé, une interview de James Conway O'Donnell est diffusée, un personnage que Noodles dit bien connaitre.

### 1933: protection du syndicaliste James Conway O'Donnell et échec sentimental pour Noodles
La bande est contactée par un commanditaire anonyme, qui demande que soit protégé un chef syndicaliste, James Conway O'Donnell, qui proteste contre le travail des immigrants, afin d'éviter aux grands patrons de subir la responsabilité, face aux médias, de la mort de ces derniers. Ils le sauvent d'une bande rivale qui l'avait enlevé et le torturait en l'ayant aspergé d'essence. La bande réunie dans le bordel de Peggy retrouve Carol parmi les invitées. Celle-ci ne reconnaît pas ses agresseurs de Détroit même quand les quatre compères lui montrent leur sexe. D'abord attirée par Max, elle propose une partie à trois à Noodles qui refuse car il a organisé un rendez-vous romantique avec Deborah, au cours duquel il compte bien lui proposer de démarrer une vraie relation avec elle. Pour l'occasion, il a réservé un restaurant français pour eux seuls dans lequel ils ont un dîner en tête à tête. C'est un coup de massue pour lui quand celle-ci lui annonce qu'elle part pour Hollywood pour devenir actrice, lassée des activités illégales de David. En réaction, celui-ci viole Deborah à l'arrière d'une limousine avant que le chauffeur de celle-ci ne mette fin à cette scène éprouvante. Le lendemain, Deborah part de New York en train. S'ensuit une absence de Noodles dans la bande pendant un certain temps.

### 1933: fin de prohibition et projet du vol de la réserve fédérale
De retour chez Fat Moe, Noodles reçoit un coup de téléphone de James Conway O'Donnell, qui n'a pas le temps d'expliquer sa requête et se fait cribler de balles au niveau des jambes. La répression ne se fait pas attendre : deux membres de la bande abattent les hommes du commanditaire, laissant en vie celui-ci.
La prohibition vit ses dernières heures. Des tensions se créent de nouveau au sein de la bande. Max voit grand, mais ce n'est pas le cas de Noodles. Après une dispute, ils décident de partir en vacances ensemble en Floride, loin du « boulot », pour calmer leurs différends. C'est là que Max fait part de son rêve à Noodles : braquer la Réserve fédérale. Otages, armes, fumigènes… Max a tout planifié. Noodles répond que le projet est insensé et ne peut que mal finir. Carol, la compagne de Max, est du même avis et le supplie de sauver Max en dénonçant ses camarades pendant leur dernière tournée de livraison d'alcool, afin qu'ils soient tous incarcérés pendant une courte période, qu'ils retrouvent la raison et oublient leur projet de braquage. Noodles suit ce plan...
Le flashback s'arrête ainsi, mais on sait que, d'après le début du film, l'affaire tourne dramatiquement. Maximilian « Max » Bercovicz, Philippe « Cockeye » Stein et Patrick « Patsy » Goldberg sont abattus par la police. Noodles se sent coupable de la mort de ses compères.

### 1968: la vieillesse, retour au foyer
Noodles a reçu une invitation pour une réception du sénateur Bailey. Il rend visite à Carol, placée dans un hospice. Il aperçoit la photo de la marraine de l'association responsable du lieu, qui n'est autre que Deborah. Le vieil homme se rend à une représentation de Antoine et Cléopâtre où celle-ci tient le rôle de Cléopâtre, reine de l'Égypte antique. Dans sa loge, ils se parlent nerveusement alors qu'elle est en train de se démaquiller. Aaronson comprend que Deborah est la compagne du sénateur Bailey ; elle lui apprend que ce dernier a un fils, prénommé David comme lui, dont la mère serait morte en le mettant au monde (d'une façon laissant supposer qu'il pourrait s'agir d'elle-même). Au moment de s'en aller, Noodles prend la porte d'où provient la voix dudit fils, malgré la demande de Deborah qui le pressait de partir par une autre issue. Il constate alors qu'il est le portrait craché de Max adolescent.
Peu de temps après, Noodles se rend à la réception et est reçu par le sénateur. Il s'avère que c'est Max qui, par un stratagème en 1933 et aidé par la police corrompue, s'est fait passer pour mort et a changé d'identité. Il a appelé son fils David en hommage à son meilleur ami. Il sait ses jours comptés, sa tête est mise à prix par des grands patrons véreux avec qui il a fait des affaires illégales. Il demande donc à Noodles de réaliser trois choses en une : se venger de la trahison de son meilleur ami (car Max lui a tout pris, ses amis, sa liberté, son argent et Deborah), lui rendre un dernier service, et surtout, remplir son dernier contrat : le tuer. David refuse, se rappelant avec émotion leur enfance, pour lui Max est mort il y a trente-cinq ans ; il souhaite bonne chance au sénateur Bailey puis s'en va. Il sort par une porte dérobée que lui avait ouverte Max auparavant et se retrouve à l'extérieur de la propriété, dans la rue. Il marche dépassant un camion-poubelle qui démarre, se retourne et semble voir de loin Max qui se dirige vers lui. Le camion dépasse ensuite Noodles. Et quand Noodles porte de nouveau son regard là ou se trouvait Max, il est stupéfait de voir le trottoir vide : Max a disparu. Sa disparition subite, à la suite du passage du camion, reste une énigme. Était-ce une équipe de tueurs engagés pour l'assassiner avant la commission d'enquête, ou s'est-il suicidé en se jetant dans la broyeuse ? L'arrière du camion broyeur s'éloigne lentement en laissant apparaître toutes sortes de détritus concassés dans sa benne en mouvement… Noodles est ébloui par les phares de voitures anciennes qui passent devant lui au son de God Bless America, première mélodie entendue au tout début du film.

### 1933: épilogue
Retour dans la fumerie du début de l'histoire. Noodles s'allonge sur sa litière et se fait préparer sa pipe d'opium par un Chinois. Après une profonde bouffée goulûment inhalée et un court instant d'hébétude, son visage arbore alors un large sourire extatique puis l'image se fige sur cet ultime plan d'anthologie et que défile le générique avec en fond sonore la musique d'Ennio Morricone.

## Fiche technique
- Titre français : Il était une fois en Amérique
- Titre original anglais : Once Upon a Time in America
- Titre italien : C'era una volta in America
- Réalisation : Sergio Leone
- Scénario : Leonardo Benvenuti, Piero De Bernardi, Enrico Medioli, Franco Arcalli, Franco Ferrini et Sergio Leone, d'après le roman À main armée (The Hoods) de Harry Grey[1],[2]
  - avec les participations de Stuart M. Kaminsky (dialogues additionnels) et d'Ernesto Gastaldi (non crédité)
- Musique : Ennio Morricone
- Direction artistique : Carlo Simi
- Costumes : Gabriella Pescucci
- Photographie : Tonino Delli Colli
- Son : Jean-Pierre Ruh, Fausto Ancillai
- N.B. : 2 doublages différents en français
- Montage : Nino Baragli
- Budget : 30 000 000 $
- Producteurs : Arnon Milchan et Claudio Mancini
- Société de production : Rafran Cinematografica, The Ladd Company, Embassy Pictures, P.S.O. International
- Sociétés de distribution : Warner Bros., Titanus (Italie)
- Pays de production :  Italie |  États-Unis
- Langue de tournage : anglais
- Lieux de tournage :
  - États-Unis :
    - État de New York, Brooklyn : Dumbo (vue sur le pont de Manhattan avec l'Empire State Building en arrière-plan, affiche du film) et le sud de Williamsburg (South 6th Street avec le pont de Williamsburg).
    - New Jersey
    - Floride : St. Petersburg

  - Canada : Montréal
  - Italie : Venise (Le Lido)
  - France, Paris : gare du Nord (scènes de la consigne, départ de Deborah pour Hollywood)
- Format : Couleurs (Eastmancolor - Kodak) - 1,85:1 - Son mono au tournage et premier doublage - Son stéréo Dolby Digital- deuxième doublage- 35 mm
- Genre : Drame, historique et film de gangsters
- Durée :
  - 269 minutes (montage original[3])
  - 251 minutes (version Extended Director's Cut de 2012)
  - 221 minutes (version européenne)
  - 139 minutes (version américaine)
- Dates de sortie :
  - États-Unis : 17 février 1984, première à New York et 1er juin 1984 sur le reste du territoire
  - France : 23 mai 1984
  - Italie : 1er juin 1984
- Classification :
  - France : interdit aux moins de 13 ans lors de sa sortie
- Affiche : Clément Hurel (France)

## Distribution

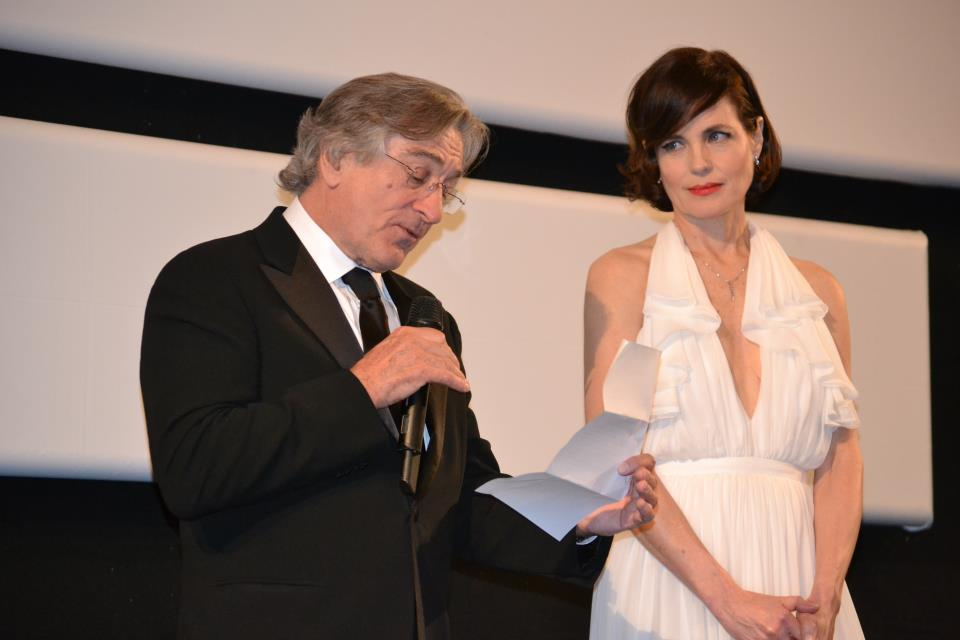
Robert De Niro et Elizabeth McGovern à la projection de la version restaurée du film, lors du festival de Cannes 2012.

Légende : Doublage de 1984 ; Redoublage de 2003
- Robert De Niro (VF : Michel Creton ; Jacques Frantz) : David « Noodles » Aaronson
  - Scott Tiler (VF : Franck Baugin ; Hervé Rey) : Noodles jeune
- James Woods (VF : Pierre Vaneck ; Guy Chapellier) : Maximilian « Max » Bercovicz / le sénateur Christopher Bailey
  - Rusty Jacobs (VF : Marc François ; Christophe Lemoine) : Max jeune / David Bailey
- William Forsythe (VF : Richard Darbois ; Boris Rehlinger) : Philip « Cockeye » (« Œil en coin » en VF) Stein
  - Adrian Curran (VF : Luq Hamet) : Cockeye jeune
- James Hayden (VF : Yves Beneyton ; Maurice Decoster) : Patrick « Patsy » Goldberg
  - Brian Bloom (VF : Arthur Pestel) : Patsy jeune
- Larry Rapp (VF : Maurice Risch ; Paul Borne) : « Fat » Moe Gelly
  - Mike Monetti (VF : Jackie Berger ; Olivier Podesta) : « Fat » Moe Gelly jeune
- Elizabeth McGovern (VF : Annie Balestra ; Sybille Tureau) : Deborah Gelly, la soeur de Moe
  - Jennifer Connelly (VF : Sybille Tureau) : Deborah Gelly jeune
- Tuesday Weld (VF : Florence Giorgetti ; Véronique Augereau) : Carol
- Darlanne Fluegel : Eve
- Treat Williams (VF : Bernard Tiphaine ; Régis Reuilhac) : James Conway O'Donnell
- Joe Pesci (VF : Marc de Georgi ; Michel Mella) : Frankie Minolti
- Burt Young (VF : Serge Sauvion ; Michel Fortin) : Joe
- James Russo (VF : José Luccioni) : Bugsy
- Danny Aiello (VF : Jacques Balutin ; Philippe Dumond) : le chef de la police Vincent Aiello
- Richard Foronjy (VF : Pierre Garin ; Thierry Murzeau) : l'officier « Face de pet » Whitey
- Amy Rider (VF : Marion Game) : Peggy
  - Julie Cohen (VF : Jackie Berger) : Peggy jeune
- Estelle Harris : la mère de Peggy
- Dutch Miller : Van Linden
- Robert Harper (VF : Yves Rénier ; Guillaume Orsat) : Sharkey
- Richard Bright (VF : Sady Rebbot) : Chicken Joe
- Karen Shallo : Lucy Aiello, la femme du chef de police
- Angelo Florio : Willie
- Noah Moazezi : Dominic
- Arnon Milchan (aussi producteur du film) : le chauffeur de la limousine dans laquelle Noodles viole Deborah
- Clem Caserta (VF : Marc Alfos) : Al Capuano
- Mike Gendel (VF : Jean Berger) : Irving Gold
- Mario Brega : Mandy
- Marcia Jean Kurtz : la mère de Max
- Marty Licana (VF : Claude Joseph) : le gardien du cimetière
- Louise Fletcher : la directrice du cimetière (Extended Director's Cut uniquement)

Remarque : Jacques Frantz a également participé au premier doublage : il double le premier gangster au début du film, celui qui interroge Eve et Moe.

### Premier doublage
- Version française : S.T.A.R.T.–Jacques Barclay
- Direction artistique : Sergio Leone
- Adaptation française : Éric Kahane
- Ingénieur du son : Jacques Thomas-Gerard
- Enregistrement : auditorium S.I.S.
- Mixage : auditorium Auditel

## Production

### Pré-production
Au début des années 1960, le demi-frère de Leone, Fulvio Morsella, lit une traduction italienne du roman de Harry Grey, À main armée (The Hoods), à Sergio. Le livre affirme être une autobiographie d'un gangster juif du Lower East Side de New York et qu'il avait été écrit par Grey alors qu'il était incarcéré à la prison de Sing Sing et qui était devenu informateur pour le gouvernement. Leone s'appropria le livre pour s'en servir d'inspiration principale pour en faire un film de gangsters tout en capturant l'esprit de l'Amérique. Grey rencontra Leone plusieurs fois dans les années 1960 et 1970, il était un grand fan de ses westerns. Dès le début du projet, Sergio Leone approcha John Milius, un grand fan de ce dernier, pour collaborer sur le film. Cependant, Milius travaillait déjà sur les scripts du Lion et le Vent, sorti en 1975 et Apocalypse Now, sorti en 1979, et ne pouvait être disponible.
Avant de s'attaquer définitivement à Il était une fois en Amérique, il lui fut proposé par Paramount Pictures de porter à l'écran la célèbre saga du Parrain, dont Mario Puzo était l'auteur, mais il refusa pour se consacrer entièrement à son propre projet, lui-même tiré du roman de Harry Grey, basé sur son histoire vraie. La rédaction du scénario d'Il était une fois en Amérique allait lui demander un travail de près de douze ans, et la collaboration de nombreux scénaristes. Pour cela il rencontre Harry Grey à plusieurs reprises pour tenter de recréer l'Amérique qu'avait connue Grey (Speakeasy, fumerie d'opium...). Leone tenta de faire une autre trilogie sur l'histoire américaine.
Le scénario achevé, c'est un producteur qu'il lui fallait trouver, et ce ne fut pas une tâche des plus aisées à nouveau pour Sergio Leone. C'est une des raisons qui a fait que la pré-production a pris autant de temps. Un autre producteur, Dan Curtis, avait racheté les droits d'adaptation du roman de Grey, The Hood, et refusa de les céder jusqu'en 1976. Année où Alberto Grimaldi persuade Curtis de lui céder les droits du roman en contrepartie du financement de Trauma avec Oliver Reed et Bette Davis. Mais heureusement, Arnon Milchan, un tout jeune producteur, se présenta à lui pour concrétiser son œuvre sur la pellicule. Le tournage put commencer en 1982, avec un script finalisé en octobre 1981 et faisant 317 pages.

### Attribution des rôles
Sergio Leone a auditionné énormément d'acteurs durant toute la phase précédant le tournage.
Au départ, il pensait confier le rôle de Noodles à Steve McQueen, mais l'écriture du scénario prit beaucoup plus de temps que prévu et Steve McQueen décéda en 1980. C'est alors qu'il pensa à une star montante du cinéma en la personne de Robert De Niro. Celui-ci fut le premier acteur à être auditionné pour le film, alors qu'il était en train de tourner le Parrain II. Plus tard, il prendra une part active dans le reste du choix du casting. À l'origine, en 1975, Gérard Depardieu, qui devait apprendre l'anglais avec un accent de Brooklyn, devait jouer le rôle de Max et Jean Gabin jouant Max vieux. Richard Dreyfuss a été auditionné pour le rôle de Noodles avec James Cagney jouant Noodles vieux. En 1980, Leone parle de Tom Berenger pour le rôle de Noodles avec Paul Newman jouant Noodles vieux. Cependant Cagney et Dreyfuss refusèrent car Cagney avait les mains qui tremblaient et Dreyfuss estimait que ce n'était pas le bon moment pour interpréter Max. Parmi les acteurs auditionnés pour le rôle de Max, plus de 200 selon Leone, il y avait Dustin Hoffman, Jon Voight, Harvey Keitel, John Malkovich, John Belushi, ce dernier décéda avant le début des auditions, et Klaus Kinski qui avait déjà joué sous la direction de Sergio Leone dans Et pour quelques dollars de plus. C'est finalement James Woods qui incarnera le personnage. Leone voulait que des stars des années 1940 fassent des apparitions dans le film, spécialement George Raft, James Stewart, Henry Fonda et Glenn Ford.
De 1980 à 1982, Leone divise son temps entre l'audition de plus de 3000 acteurs pour plus de 110 rôles parlants (dont 500 auditions sont enregistrées sur vidéos), le repérage de lieux de tournage et la supervision du script.
Au début de 1981, après avoir vu Le Lagon bleu, Leone proposa à Brooke Shields le rôle de Deborah Gelly adulte, estimant qu'elle avait le potentiel pour jouer un personnage mûr. Une grève des scénaristes annula le projet, avant que Shields ne passe l'audition. Elizabeth McGovern fut choisie. Jennifer Connelly, dont c'est le premier rôle, interprétera son personnage plus jeune. Lors de la scène du début du film où elle se met nue après avoir dansé alors que Noodles la regarde en cachette, une doublure a été utilisée pour son corps.
Joe Pesci, partenaire de Robert De Niro dans de nombreux films, retrouve ce dernier pour la deuxième fois, après leur première rencontre dans Raging Bull. Danny Aiello auditionna aussi pour plusieurs rôles et obtint celui du chef de la police avec lequel il partage, par pur hasard, le même nom de famille.
Claudia Cardinale, déjà présente au générique d'Il était une fois dans l'Ouest, se présenta à nouveau à Leone pour interpréter Carol, mais le réalisateur lui préféra Tuesday Weld, craignant que l'actrice italienne ne soit pas assez convaincante dans le rôle d'une New-Yorkaise. Julie Andrews et Kay Lenz se sont vu offrir le rôle, mais toutes deux déclinèrent. C'est le dernier film de James Hayden.

### Tournage

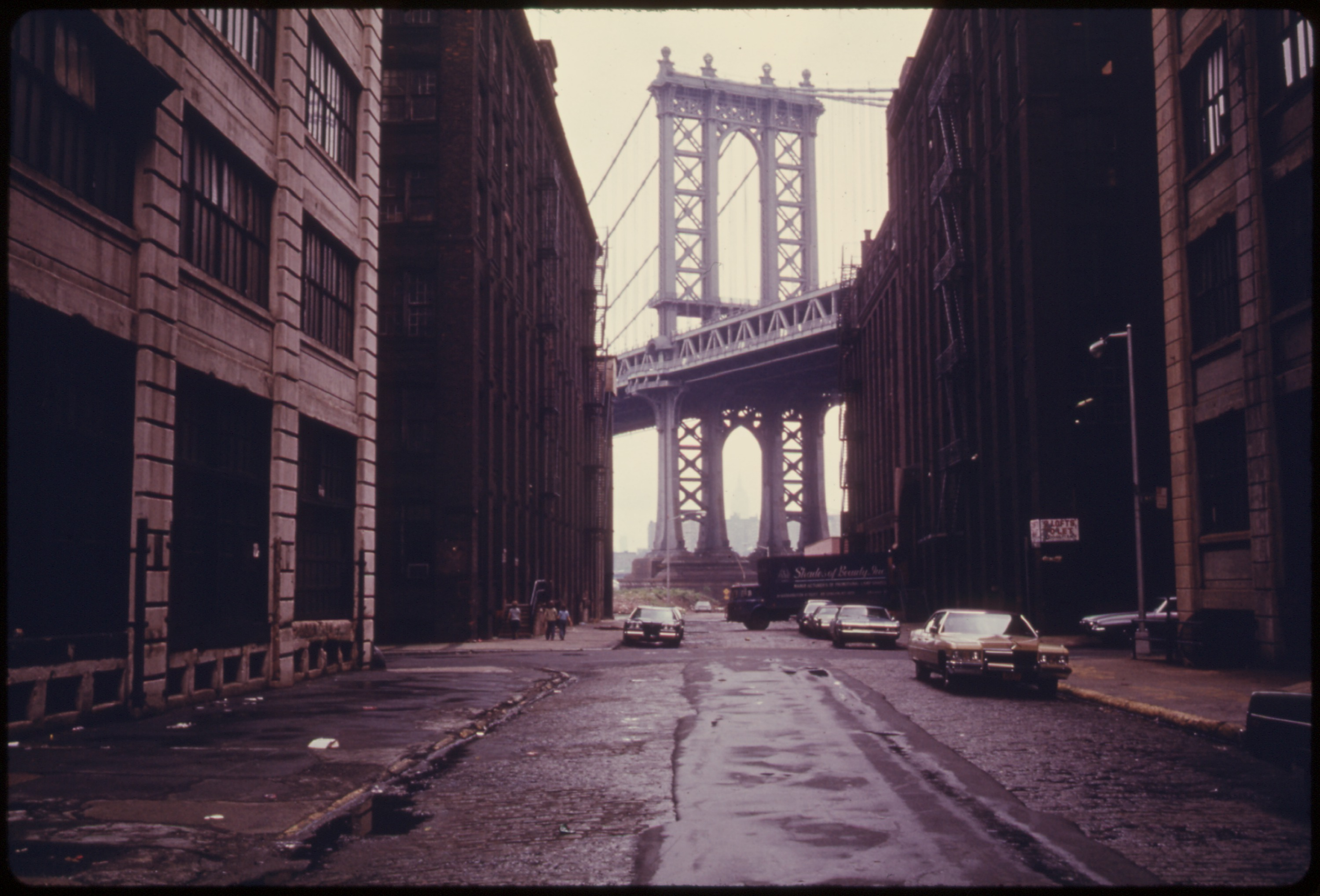
Lieu emblématique de l'affiche du film, le Pont de Manhattan à Brooklyn, New York.

Pour se préparer au rôle de Noodles, Robert De Niro demanda à s'entretenir avec Meyer Lansky, un gangster dont s'inspire très fortement son personnage. Mais sa requête ne put aboutir. Cette démarche est très représentative du comédien issu de l'Actors Studio, une école où on ne vous apprend pas à jouer la comédie, mais à incarner des personnages. Ainsi, De Niro est entre autres connu pour avoir pris près de trente kilos pour jouer le célèbre boxeur Jake LaMotta dans Raging Bull.
Cette grande fresque fut tournée du 14 juin 1982 au 22 avril 1983. Dans un premier temps, Sergio Leone envisagea d'édifier tous les décors à Cinecittà, les célèbres studios de cinéma d'Italie. Mais des repérages dans le Lower East Side de New York le séduisirent à tel point qu'il fit reconstituer les structures de trois rues entières dans le style des années 1930, pour les monter ensuite sur des immeubles new-yorkais déjà existants (technique employée dans Le Parrain). Au début du film, le téléphone sonne 24 fois. Les scènes de Miami Beach sont tournées au Don Cesar Resort à St. Petersburgh en Floride.

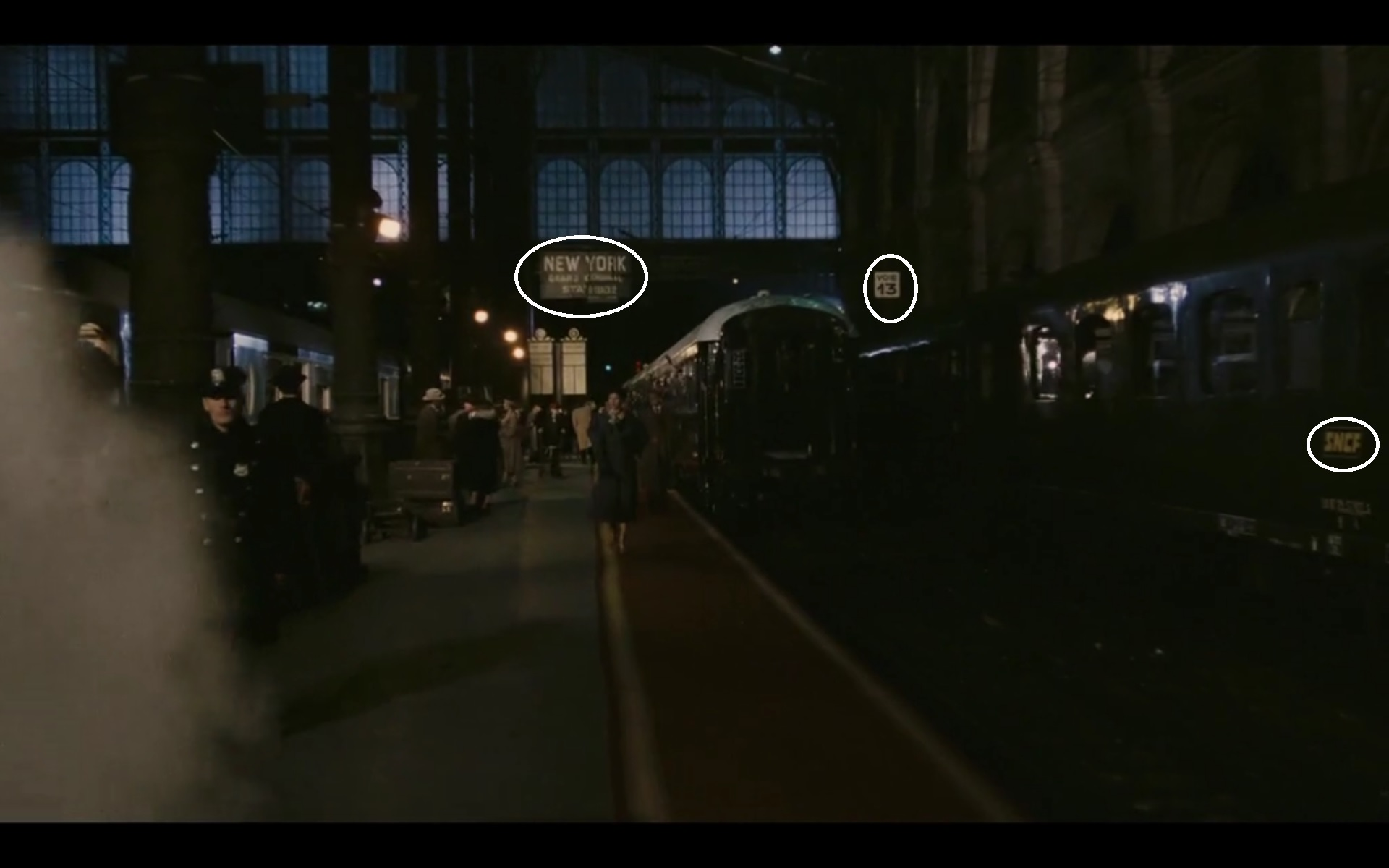
Vue des détails visibles de la Gare du Nord réaménagée en Grand Central

D'autres scènes furent tournées à Boston, Montréal, Paris, Nice et Venise allant de simples prises de vue à certaines scènes essentielles au long métrage. À Paris, les scènes de la consigne furent tournées à la gare du Nord. Aménagée de manière à évoquer Grand Central Terminal de New York, elle servit aussi de décor au départ de Deborah pour Hollywood. Quand son train quitte la gare, découvrant à droite les voitures restées à quai, on distingue très nettement le logo de la SNCF sur le dernier wagon. En outre on peut lire, au-dessus du train à l'arrêt, « voie 13 » en français.
Le film demanda finalement un investissement de plus de 30 millions de dollars (budget dépassé par le réalisateur).

### Montage
C'est au montage du film que le réalisateur va se heurter à la tâche la plus difficile de l'entreprise. En effet, Sergio Leone a signé un accord avec la Warner Bros. pour une durée ne dépassant pas les 2 h 45. Or, Leone après le tournage dispose de matériel suffisant pour un film qui durerait plus de 10 h. Il pense que le rendement idéal pour le film serait de 6 h, mais aucun compromis n'est possible face à la production refroidie par le gouffre financier de films longs d'autres studios, tel que 1900, La Porte du paradis et L'Étoffe des héros. C'est pourquoi lors de la post-production, Leone a soumis un montage de 4 h 25 qui fut refusé. De son propre chef, Sergio Leone coupa quelques scènes pour aboutir à ce qui deviendra plus tard la version européenne de 3 h 41, version dont il ne pouvait se résoudre à réduire encore davantage sans que cela entrave la logique narrative.
Le studio choisit finalement de passer outre aux souhaits de Leone en distribuant une version raccourcie à 2 h 19 aux États-Unis, une décision qui a fait scandale à l'époque et qui a tellement déprimé le cinéaste italien qu’il n’a plus tourné de film jusqu'à sa mort, en 1989. Non seulement le film est quasiment réduit de moitié, mais tout est replacé dans un ordre chronologique dénaturant le film. Il fut évincé de la cérémonie des Oscars empêchant ainsi Ennio Morricone de concourir pour le prix de la musique.
Le film sera cependant distribué tel que le souhaitait le réalisateur en France et dans d'autres pays européens, et surtout lors du festival de Cannes 1984 où il ne figure que hors compétition. Les critiques sont élogieuses. Pourtant le film n'arrivera pas à convaincre un large public. Avec 1,5 million de spectateurs en France, il est très loin des 15 millions d'Il était une fois dans l'Ouest.
Une version restaurée, avec 22 minutes supplémentaires, a été projetée le 18 mai 2012 lors du festival de Cannes 2012. La restauration a été réalisée par la cinémathèque de Bologne, aidée par la Film Foundation de Martin Scorsese, selon les volontés de montage de Sergio Leone.

#### Différentes versions
Ces différentes coupes et remontages auront eu pour conséquence de laisser différentes versions du film :
- la version cinéma américaine de 139 minutes avec récit dans l'ordre chronologique, aujourd'hui disparue. Le film a d'abord été réduit pour obtenir un référencement «R» et éviter l'interdiction stricte aux moins de 17 ans. Des coupes ont été faites sur les deux scènes de viol et sur certaines scènes de violence visuelles au début du film. La rencontre de Noodles avec Bailey en 1968 a également été supprimée. Le film a reçu un accueil médiocre lors de plusieurs avant-premières en Amérique du Nord. En raison de cette réaction précoce du public, de la peur de sa longueur, de sa violence visuelle et de l'incapacité des cinémas à avoir plusieurs projections en une journée, The Ladd Company a coupé des scènes entières et a supprimé environ 90 minutes du film, sans l'autorisation de Sergio Leone. D'autres coupes majeures impliquaient de nombreuses séquences d'enfance, rendant les sections adultes de 1933 plus importantes. La rencontre de Noodles en 1968 avec Deborah a été supprimée, et la scène avec Bailey se termine avec lui seul se tirant une balle dans la tête (avec le bruit d'un coup de feu hors écran) plutôt que la conclusion du camion à ordures de la version de 221 minutes. Raffaella Leone, la fille du cinéaste, a affirmé que ce dernier avait rejeté cette version américaine comme n'étant pas son propre film.
- La version URSS : en Union soviétique, le film a été projeté en salles à la fin des années 1980, avec d'autres superproductions hollywoodiennes telles que deux films de King Kong. L'histoire a été réorganisée dans l'ordre chronologique et le film a été divisé en deux, les deux parties étant présentées comme des films séparés, l'une contenant les scènes de l'enfance et l'autre comprenant les scènes à l'âge adulte. Malgré le réarrangement, aucune suppression de scène majeure n'a été effectuée ;
- la version Director's cut de 221 minutes, la plus connue, sortie au cinéma en France, puis en VHS et Laserdisc en 1994. Elle sera redoublée en 2003 pour une sortie DVD collector. Étant donné la durée du film, au deux tiers de celui-ci, un intermède est affiché pour permettre un entracte lors de la diffusion au cinéma ;
- la version restaurée Extended director's cut de 251 minutes : en mars 2011, il a été annoncé que la version originale de 269 minutes de Leone allait être recréée par un laboratoire cinématographique en Italie sous la supervision des enfants de Leone, qui avaient acquis les droits de distribution italiens, et du monteur sonore original du film, Fausto Ancillai. Diffusée lors du festival de Cannes 2012, et sortie en Blu-Ray en 2014. Elle contient des scènes inédites[10] mais il convient de préciser que les dégâts du temps ont énormément abîmé la pellicule de ces scènes, ce qui rend une image noircie et floue à certains moments :

1. Une scène où Noodles s'entretient avec la directrice du cimetière de Riversdale incarnée par Louise Fletcher. Noodles aperçoit une voiture suspecte qui le surveille (1968),
2. Après que Noodles a plongé avec la voiture dans le lac, on peut voir l'anxiété de ses amis lorsqu’il ne refait pas surface tout de suite (1933),
3. Noodles aperçoit de nouveau la voiture suspecte au cimetière ; il note la plaque d'immatriculation. La voiture explose peu après (1968),
4. À l'entrée du théâtre, Noodles attend l’arrivée de Deborah et discute avec son chauffeur (1933),
5. Trois scènes montrant comment Noodles rencontre Eve. On apprend que c'est une prostituée (1933),
6. Deborah prend un café au bar de Grand Central Terminal de New York avant son départ pour Hollywood (1933),
7. Deborah interprète Cléopâtre. Noodles est présent dans le public (1968),
8. Scène de discussion entre le sénateur Bailey (Max) et Jimmy O'Donnell où ce dernier lui conseille de se suicider (1968). Martin Scorsese (dont la Film Foundation a aidé à la restauration) a déclaré qu'il aidait les enfants de Leone à obtenir les droits sur les 24 dernières minutes de scènes supprimées pour créer une restauration complète de la version de 269 minutes envisagée par Leone. Le 3 août 2012, il a été signalé qu'après la première à Cannes, le film restauré avait été retiré de la circulation, en attendant de nouveaux travaux de restauration ;

- les versions VHS/DVD : en Amérique du Nord, une VHS à deux bandes a été publiée par Warner Home Video avec une durée de 226 minutes en février 1985 et 1991. La coupe théâtrale américaine est également sortie en même temps en février 1985. Une édition spéciale de deux DVD est sortie le 10 juin 2003, avec la version de 229 minutes du film. Cette édition spéciale a été rééditée le 11 janvier 2011, sur DVD et Blu-ray. Le 30 septembre 2014, Warner Bros. a sorti un ensemble de deux disques Blu-ray et DVD de la restauration de 251 minutes présentée au Festival de Cannes 2012, surnommé Extended Director's Cut. Cette version a déjà été publiée en Italie, le 4 septembre 2012.

### Bande-originale
La bande originale est composée par son collaborateur de longue date, Ennio Morricone. Du fait de la longue durée de production, la plupart des musiques ont été composées avant le début du tournage.
Ennio Morricone, compositeur attitré de Sergio Leone, se basant sur le scénario (et sur des thèmes composés mais non utilisés pour un film de Franco Zeffirelli), écrit et enregistre la musique près de 10 ans avant le tournage du film. Leone, comme dans Il était une fois dans l'Ouest, l'utilise sur le tournage à la manière des musiciens de plateau des années 1920 pour aider les acteurs à trouver les émotions adéquates et de s'imprégner de l'ambiance du film. Cela l'aidait aussi personnellement dans son propre travail, afin d'adapter le rythme de mise en scène ou le découpage qu'il imaginait déjà
La partition se veut discrète et empreinte de nostalgie : le film étant basé sur des alternances entre les époques à l'aide de flashbacks et de flashforwards, la musique établit un lien temporel. De plus, les thèmes musicaux (Poverty, Deborah, Cockeye, Friendship) sont réutilisés plusieurs fois lors de scènes complètement différentes, créant ainsi des atmosphères diverses tout au long du film. Il est à noter l'utilisation inédite de la flûte de Pan (jouée par le virtuose Gheorghe Zamfir pour le thème de Cockeye) qui n'est pas sans rappeler celle de l'harmonica dans Il était une fois dans l'Ouest. Edda Dell'Orso, soprano du thème principal de ce même film, prête ici sa voix pour le thème de Deborah.
On peut par ailleurs relever un petit anachronisme : La chanson God Bless America, écrite par Irving Berlin en 1918, est utilisée pour la séquence de la fin de la prohibition en 1933. Or cette chanson n'a été enregistrée qu'à partir de 1938, pour la célébration des vingt ans de l'armistice de 1918. Elle fut à l'époque interprétée par Kate Smith.
1. Once Upon a Time in America
2. Poverty
3. Deborah's Theme
4. Childhood Memories
5. Amapola (José Maria Lacalle Garcia)
6. Friends
7. Prohibition Dirge
8. Cockeye's Song
9. Amapola, Pt. 2
10. Childhood Poverty
11. Photographic Memories
12. Friends
13. Friendship & Love
14. Speakeasy
15. Deborah's Theme-Amapola
16. Suite from Once Upon a Time in America (Includes Amapola)
17. Poverty [temp. version]
18. Unused Theme
19. Unused Theme [version 2]

- En plus de la musique de Morricone, on peut entendre les morceaux suivants :

1. Irving Berlin – God Bless America
2. Lennon/McCartney – Yesterday
3. Joseph LaCalle – Amapola
4. Gioachino Rossini – Ouverture de La Pie voleuse
5. George Gershwin – Summertime
6. Cole Porter – Night and Day
7. Traditional – St. James Infirmary

Lors de la scène se déroulant en 1968 où Noodles (Robert De Niro) visite l'endroit d'où il espionnait Deborah s'entraînant à la danse, le thème de la jeune fille intervient alors, mais rapidement la mélodie d'Amapola (chanson populaire espagnole) se fait entendre, ce qui plonge le personnage dans ses souvenirs. Sans aucun dialogue, la scène démontre leur amour impossible… comme dans la chanson.

## Versions françaises
Le film a connu deux doublages en France :
- le premier, réalisé sous la supervision de Sergio Leone en personne pour la sortie au cinéma en 1984. Robert De Niro y est doublé par le comédien Michel Creton pour la troisième fois après Voyage au bout de l'enfer (1979) et Sanglantes Confessions (1981). Parmi les autres comédiens figurent notamment Pierre Vaneck, Richard Darbois, Annie Balestra, Marc de Georgi et Jacques Balutin ;
- le second pour la sortie en DVD de 2003, le film ayant été redistribué par la société Regency. Jacques Frantz et Guy Chapellier doublent Robert De Niro et James Woods dont ils sont depuis devenus respectivement les voix régulières. Si les dialogues ont très peu changé, on relève tout de même plusieurs modifications notables. Par exemple, lorsque Fat Moe demande à Noodles ce qu'il a fait durant trente ans, ce dernier lui répond « Je me suis couché de bonne heure. » contrairement au premier doublage où il lui disait « Je me suis levé tôt. ». Ou encore, le terme « Sénateur » a été remplacé par « Secrétaire » pour Bailey.

## Distinctions
- Festival de Cannes 1984 : hors compétition
- 1984 - Los Angeles Film Critics Association Award
  - La meilleure bande originale de Ennio Morricone
  - Nomination meilleur film
  - Nomination meilleur réalisateur pour Sergio Leone
- 1985 - Golden Globes
  - Nomination en tant que meilleur réalisateur de Sergio Leone
  - Nomination pour la meilleure musique originale pour Ennio Morricone
- 1985 - BAFA
  - Meilleurs costumes pour Gabriella Pescucci
  - La meilleure bande originale de Ennio Morricone
  - Nomination du meilleur réalisateur de Sergio Leone
  - Nomination de la meilleure actrice secondaire pour Tuesday Weld
  - Nomination de la meilleure photographie pour Tonino Delli Colli
- 1985 - David di Donatello
  - Nomination du meilleur réalisateur étranger pour Sergio Leone [29]
- 1985 - Ruban d'argent
  - Réalisation du meilleur film pour Sergio Leone
  - Meilleure photographie pour Tonino Delli Colli
  - Meilleurs décors pour Simi Carlo
  - La meilleure bande originale de Ennio Morricone
  - Meilleurs Effets spéciaux
- 1985 - Prix de l'Académie japonaise
  - Meilleur film étranger
- 1985 - Prix Kinema Junpō
  - Meilleur film étranger pour Sergio Leone
- 1986 - Sant Jordi Prix
  - Meilleur acteur étranger pour Robert De Niro

## Critiques
À la sortie du film aux États-Unis plusieurs critiques sur la violence faite aux femmes ont été émises qui ont conduit à certaines versions censurées. Aujourd'hui quelques critiques décrivent le peu d'attention portée aux personnages féminins, présentées comme naïves, manipulatrices ou comme des objets sexuels,. Notamment deux scènes de viol apparaissent dans le film avec un angle plaçant l'empathie du spectateur plus sur l'auteur du viol que la victime. Une critique tardive de 2015 cite notamment la vision du réalisateur sur le sujet, telle qu'il la livre dans deux entretiens cités: "Le cinéaste italien disait de cette scène qu'il ne s’agissait pas d’un viol mais d’une « scène d’amour » (entretien avec Sergio Leone par Chantal de Béchade et Jacques Zimmer, La Revue du Cinéma no 395, juin 1984) voire du « cri d’amour » d’un personnage sentimentalement immature (Conversation(s) avec Sergio Leone, Noël Simsolo, 1987).

## Le pont de Manhattan

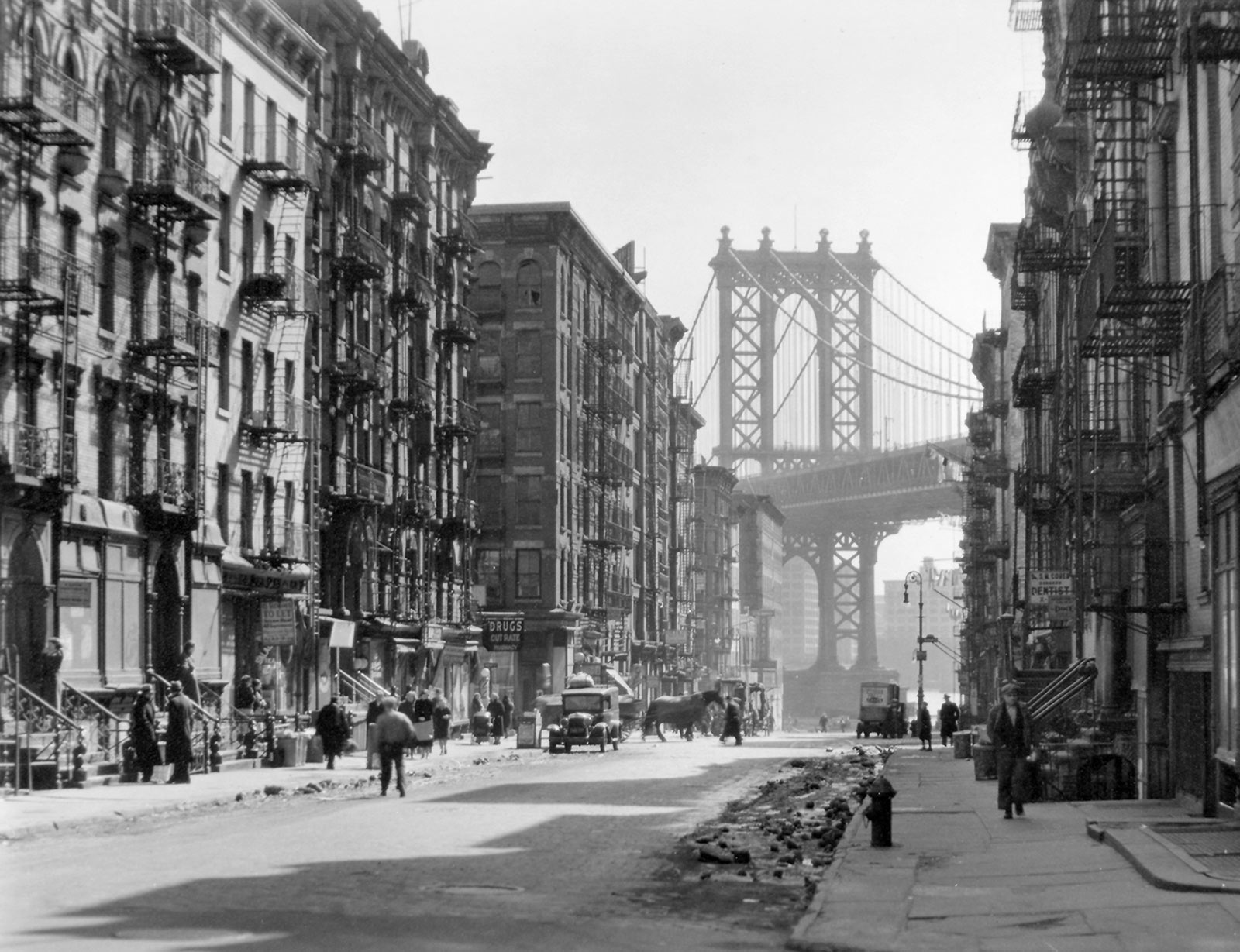
La perspective sur le pont de Manhattan (ici photographiée en 1936 du côté de Manhattan) rendue célèbre par le film Il était une fois en Amérique

Une des scènes les plus emblématiques du film est la mort du jeune Dominic, abattu au pied du pont de Manhattan, au 58 Adams St à Brooklyn, à l'angle de Water Street et Adams Street, scène sublimée par la musique d'Ennio Morricone, la fumée et le ralenti.
L'affiche du film montre la perspective du pont de Manhattan depuis la rue Washington à Brooklyn. Ce plan du pont de Manhattan est devenu un classique du cinéma qui fut par la suite beaucoup repris dans diverses productions, une des dernières en date étant le King Kong de Peter Jackson. Actuellement, ce quartier de Brooklyn, Dumbo, a limité l'accès de ce site aux diverses productions à la suite des plaintes des riverains.